# X-Faktor (ötödik évad)
Az X-Faktor című televíziós énekes tehetségkutató ötödik évada 2014. szeptember 6-án vette kezdetét az RTL-en.
Az ötödik szériát Istenes Bence vezette, akihez a második élő adásban csatlakozott Szabó Zsófi is. A zsűritagok Alföldi Róbert, Tóth Gabi, Szikora Róbert és Little G, aki Geszti Pétert váltotta a zsűriben.
Az RTL 2014. február 1-jén bejelentette, hogy 2014 szeptemberében elindul az X-Faktor hatodik évada. A műsor első ajánlója február 1-jén jelent meg az RTL honlapján.

## Készítők

### A zsűri és a műsorvezetők
2013. december 18-án Geszti Péter – az eredeti mentorgárda egyetlen megmaradt tagja – bejelentette, hogy az ötödik évadot már nem vállalja. Geszti Péter utódjaként Szűcs Gábor – Little G Weevil zenész, producer ült be a mentorszékbe Tóth Gabi, Alföldi Róbert és Szikora Róbert mellé.
Az eredeti tervek szerint az ötödik széria műsorvezetője Ördög Nóra lett volna. Azonban időközben ismét várandós lett, így nem tudta vállalni a műsorvezetést, majd átigazolt a konkurens csatornához. Az ötödik évadot Istenes Bence vezette. A másik műsorvezető Szabó Zsófi volt, aki az X-Faktor háttérműsorát, az AfterX-et vezette, valamint a második élő adást együtt vezette Bencével. A negyedik évad másik műsorvezetőjével, Liluval az ötödik évadban már nem találkozhattunk.

### További alkotók
- Schiwert-Takács László – kreatív főszerkesztő
- Rákosi Tamás – producer
- Herman Péter – producer

## Műsorok felvételről

### Válogatók
Az évad újdonsága, hogy az előző szériákkal ellentétben nem 16, hanem már 14 éves kortól lehetett jelentkezni. Emellett még egy újdonság, hogy az X-Faktor korábbi mentorai a Twitteren keresztül kapcsolódnak be az adásba. Az első válogató 2014. szeptember 6-án került adásba.

### A Tábor
A Tábor 2014. október 4-én és 5-én került adásba. A tábor újdonsága, hogy az előző évadokkal ellentétben szinte azonnal eldőlt, hogy melyik 24 versenyző jut tovább a mentorházba. Még egy újdonság, hogy az X-Faktor korábbi győztesei a Twitteren keresztül kapcsolódtak be az adásba. További újdonság még, hogy ezúttal a mentorok saját maguk választhatták ki, hogy melyik kategóriát szeretnék, és azt is ők dönthették el, hogy a saját kategóriájukban melyik 6 versenyző juthat tovább a mentorházba. A versenyzőket négy kategóriára bontották (fiúk, lányok, 25 felettiek, zenekarok). Ezután csoportonként mindenkit egyesével meghallgattak a mentorok, és ha az adott kategória mentora elég jónak találta az előadást, a versenyző leülhetett egy székre. De senki sem lehetett biztos a továbbjutásában, egészen addig, amíg nem énekelt az utolsó versenyző is, mert aki a széken ült, bármikor kieshetett, ha a zsűri úgy vélte, hogy egy másik versenyző jobb nála. Ezután alakult ki a végleges 24-es mezőny, akik a mentorházban bizonyíthattak az élő adásba jutásért.

#### A tábor 2. napjába bejutó versenyzők
– A Mentorok házába továbbjutó versenyzők
     – A versenyző kiesett
| Lányok (Mentor: Szikora Róbert)                   | Fiúk (Mentor: Alföldi Róbert)         | 25 felettiek (Mentor: Little G)             | Zenekarok (Mentor: Tóth Gabi)                |
| ------------------------------------------------- | ------------------------------------- | ------------------------------------------- | -------------------------------------------- |
| Krizsma Gwendolin Sarmen (19) pultos, felszolgáló | Nagy Richárd (18) tanuló              | Erika Albero (28) egyetemi hallgató         | Pálinka Republik                             |
| Jakab-Péter Izabella (20) egyetemi hallgató       | Karacs Balázs (20) tanuló             | Andelic Jonathan (28) tanár                 | Phoenix Rt                                   |
| Bordás Anasztázia (16) tanuló                     | Borbély Richárd (23) színész          | Horváth Krisztián (28) munkanélküli         | Tha Shudras                                  |
| Tóth Andrea (15) tanuló                           | Sallai László (18) tanuló             | Horváth Ágnes (36) asszisztens              | Rosewood                                     |
| Cseh Andrea (19) felszolgáló                      | Le Quang Huy – Benji (16) tanuló      | Kállai-Kiss Zsófia (27) művészeti munkatárs | Spoon                                        |
| Ilyés Jenifer (19) tanuló                         | Szabó Richárd (21) egyetemi hallgató  | Horányi Júlia (28) jelmeztervező            | Rock-inger                                   |
| Nagybaczoni Réka (20) tanuló                      | Bella Máté (23) munkanélküli          | Kovács Veronika (28) színésznő              | Dark Notes                                   |
| Danis Elza (17) tanuló                            | Zoller Zsolt (23) árnyékolástechnikus | Wunderlich József (25) színművész           | Szegedi Vargha Levente és Fancsalszki Viktor |
| Rós Sarolta (18) tanuló                           | Farkas Sándor Lajos (19) tanuló       | Balogh Eszter (25) eladó                    | MC. Attika és Sir Round                      |
| Ladányi Patrícia (22) egyetemi hallgató           | Grega Csaba (16) tanuló               | Kovács Anikó (28) könyvelő                  | Kottán Kívüliek                              |
| Gusztos Enid (15) tanuló                          |                                       | Barna Balázs (25) social media manager      |                                              |
| Ürmösi Boglárka (16) tanuló                       | Gubicza Roland (32) munkanélküli      |                                             |                                              |

### Mentorok háza
A mentorok háza 2014. október 11-én és 12-én került adásba. A mentorház újdonsága, hogy az X-Faktor korábbi győztesei a Twitteren keresztül kapcsolódtak be az adásba. A legnagyobb újdonság viszont az úgynevezett Tiszta lap volt, ami azt takarta, hogy ezúttal a mentorok a három biztos továbbjutón kívül negyediknek kiválaszthattak még egy versenyzőt a saját csoportjukból, akik közül egy 13. versenyzőként a nézők döntése alapján bejuthatott az élő adásba. A 25 év felettieknél Horváth Krisztiánra, a Lányoknál Krizsma Gwendolinra, a Zenekaroknál a Rosewoodra, a Fiúknál pedig Benjire esett a választás. A nézői szavazatok alapján végül Benji lett a 13. versenyző.
| Mentor         | Segítő        | Kategória    | Versenyzők        | Versenyzők    | Versenyzők           | Versenyzők           | Versenyzők        | Versenyzők        |
| -------------- | ------------- | ------------ | ----------------- | ------------- | -------------------- | -------------------- | ----------------- | ----------------- |
| Szikora Róbert | Puskás Péter  | Lányok       | Bordás Anasztázia | Cseh Andrea   | Ilyés Jenifer        | Jakab-Péter Izabella | Krizsma Gwendolin | Tóth Andrea       |
| Alföldi Róbert | Stohl András  | Fiúk         | Borbély Richárd   | Karacs Balázs | Le Quang Huy "Benji" | Nagy Richárd         | Sallai László     | Szabó Richárd     |
| Little G       | Geszti Péter  | 25 felettiek | Andelic Jonathan  | Erika Albero  | Horányi Júlia        | Horváth Ági          | Horváth Krisztián | Kállai-Kiss Zsófi |
| Tóth Gabi      | Czutor Zoltán | Zenekarok    | Pálinka Republik  | Phoenix Rt    | Rock-Inger           | Rosewood             | Spoon             | Tha Shudras       |

### A döntősök
– Nyertes
     – Második helyezett
     – Harmadik helyezett
| Mentor         | Kategória    | Versenyzők       | Versenyzők           | Versenyzők        | Versenyzők              |
| Mentor         | Kategória    | Biztos döntősök  | Biztos döntősök      | Biztos döntősök   | Tiszta lapos versenyzők |
| -------------- | ------------ | ---------------- | -------------------- | ----------------- | ----------------------- |
| Szikora Róbert | Lányok       | Ilyés Jenifer    | Jakab-Péter Izabella | Tóth Andrea       | Krizsma Gwendolin       |
| Alföldi Róbert | Fiúk         | Borbély Richárd  | Nagy Richárd         | Szabó Richárd     | Le Quang Huy "Benji"    |
| Little G       | 25 felettiek | Horányi Júlia    | Andelic Jonathan     | Kállai-Kiss Zsófi | Horváth Krisztián       |
| Tóth Gabi      | Zenekarok    | Pálinka Republik | Spoon                | Tha Shudras       | Rosewood                |

## Élő műsorok
Az első élő adás 2014. október 18-án került képernyőre. A negyedik szériával ellentétben az ötödik évadban – az első három szériához hasonlóan – ismét csak szombatonként volt élő adás. Ebben az évben először nem 12, hanem 13 versenyző bizonyíthatott az élő adásban. Az élő adásokban elhangzott dalok minden héten más-más mottó, téma köré épültek.

### Összesített eredmények
| – Lányok (Szikora Róbert)    |                                                                               | – Az előadó továbbjutott |
| – Fiúk (Alföldi Róbert)      | – A két legkevesebb szavazattal rendelkező előadó, akiknek párbajozni kellett |                          |
| – Zenekarok (Tóth Gabi)      | – Az előadó kiesett                                                           |                          |
| – 25 év felettiek (Little G) |                                                                               |                          |

| #               | Előadó               | 1. hét (okt. 18.)                     | 2. hét (okt. 25.)              | 3. hét (nov. 1.)               | 4. hét (nov. 8.)              | 5. hét (nov. 15.)             | 6. hét (nov. 22.)                    | 7. hét (nov. 29.)               | 8. hét (dec. 6.)    | 9. hét (dec. 13.)           | 10. hét (Finálé)                  | 10. hét (Finálé)                  |
| #               | Előadó               | 1. hét (okt. 18.)                     | 2. hét (okt. 25.)              | 3. hét (nov. 1.)               | 4. hét (nov. 8.)              | 5. hét (nov. 15.)             | 6. hét (nov. 22.)                    | 7. hét (nov. 29.)               | 8. hét (dec. 6.)    | 9. hét (dec. 13.)           | (dec. 20.)                        | (dec. 21.)                        |
| --------------- | -------------------- | ------------------------------------- | ------------------------------ | ------------------------------ | ----------------------------- | ----------------------------- | ------------------------------------ | ------------------------------- | ------------------- | --------------------------- | --------------------------------- | --------------------------------- |
| 1.              | Tóth Andi            | 1.                                    | 1.                             | 1.                             | 1.                            | 1.                            | 1.                                   | 1.                              | 1.                  | 1.                          | 1. 42,26%                         | Győztes 63%                       |
| 2.              | Horányi Juli         | 4.                                    | 3.                             | 11.                            | 5.                            | 9.                            | 4.                                   | 3.                              | 3.                  | 2.                          | 3. 18,85%                         | 2. helyezett 37%                  |
| 3.              | Benji                | 7.                                    | 10.                            | 6.                             | 2.                            | 2.                            | 6.                                   | 4.                              | 6.                  | 4.                          | 2. 20,79%                         | 3. helyezett 21,41%               |
| 4.              | Nagy Richárd         | 2.                                    | 2.                             | 5.                             | 6.                            | 4.                            | 3.                                   | 2.                              | 4.                  | 3.                          | 4. 18,10%                         | 4. helyezett                      |
| 5.              | Tha Shudras          | 11.                                   | 9.                             | 8.                             | 7.                            | 6.                            | 7.                                   | 6.                              | 2.                  | 5.                          | Kiesett a 9. héten                | Kiesett a 9. héten                |
| 6.              | Spoon                | 10.                                   | 8.                             | 9.                             | 8.                            | 7.                            | 5.                                   | 5.                              | 5.                  | Kiesett a 8. héten          | Kiesett a 8. héten                | Kiesett a 8. héten                |
| 7.              | Borbély Richárd      | 8.                                    | 7.                             | 4.                             | 10.                           | 5.                            | 2.                                   | 7.                              | Kiesett a 7. héten  | Kiesett a 7. héten          | Kiesett a 7. héten                | Kiesett a 7. héten                |
| 8.              | Jakab-Péter Izabella | 12.                                   | 5.                             | 2.                             | 3.                            | 3.                            | 8.                                   | Kiesett a 6. héten              | Kiesett a 6. héten  | Kiesett a 6. héten          | Kiesett a 6. héten                | Kiesett a 6. héten                |
| 9.              | Andelic Jonathan     | 9.                                    | 12.                            | 7.                             | 4.                            | 8.                            | Kiesett az 5. héten                  | Kiesett az 5. héten             | Kiesett az 5. héten | Kiesett az 5. héten         | Kiesett az 5. héten               | Kiesett az 5. héten               |
| 10.             | Szabó Richárd        | 3.                                    | 6.                             | 3.                             | 9.                            | Kiesett a 4. héten            | Kiesett a 4. héten                   | Kiesett a 4. héten              | Kiesett a 4. héten  | Kiesett a 4. héten          | Kiesett a 4. héten                | Kiesett a 4. héten                |
| 11.             | Kállai-Kiss Zsófi    | 6.                                    | 4.                             | 10.                            | Kiesett a 3. héten            | Kiesett a 3. héten            | Kiesett a 3. héten                   | Kiesett a 3. héten              | Kiesett a 3. héten  | Kiesett a 3. héten          | Kiesett a 3. héten                | Kiesett a 3. héten                |
| 12.             | Ilyés Jenifer        | 5.                                    | 11.                            | Kiesett a 2. héten             | Kiesett a 2. héten            | Kiesett a 2. héten            | Kiesett a 2. héten                   | Kiesett a 2. héten              | Kiesett a 2. héten  | Kiesett a 2. héten          | Kiesett a 2. héten                | Kiesett a 2. héten                |
| 13.             | Pálinka Republik     | 13.                                   | Kiesett az 1. héten            | Kiesett az 1. héten            | Kiesett az 1. héten           | Kiesett az 1. héten           | Kiesett az 1. héten                  | Kiesett az 1. héten             | Kiesett az 1. héten | Kiesett az 1. héten         | Kiesett az 1. héten               | Kiesett az 1. héten               |
|                 |                      |                                       |                                |                                |                               |                               |                                      |                                 |                     |                             |                                   |                                   |
| Párbajozók      | Párbajozók           | Pálinka Republik Jakab-Péter Izabella | Ilyés Jenifer Andelic Jonathan | Horányi Juli Kállai-Kiss Zsófi | Borbély Richárd Szabó Richárd | Horányi Juli Andelic Jonathan | Jakab-Péter Izabella Tha Shudras     | Tha Shudras Borbély Richárd     | Benji Spoon         | Tha Shudras Benji           | A zsűri nem szavaz, csak a nézők. | A zsűri nem szavaz, csak a nézők. |
| Zsűri szavazása | Zsűri szavazása      | Ki essen ki?                          | Ki essen ki?                   | Ki essen ki?                   | Ki essen ki?                  | Ki essen ki?                  | Ki essen ki?                         | Ki essen ki?                    | Ki essen ki?        | Ki essen ki?                | A zsűri nem szavaz, csak a nézők. | A zsűri nem szavaz, csak a nézők. |
| Alföldi Róbert  | Alföldi Róbert       | Pálinka Republik                      | Ilyés Jenifer                  | Kállai-Kiss Zsófi              | Szabó Richárd                 | Andelic Jonathan              | Jakab-Péter Izabella                 | Tha Shudras                     | Spoon               | Tha Shudras                 | A zsűri nem szavaz, csak a nézők. | A zsűri nem szavaz, csak a nézők. |
| Tóth Gabi       | Tóth Gabi            | Jakab-Péter Izabella                  | Ilyés Jenifer                  | Kállai-Kiss Zsófi              | Szabó Richárd                 | Horányi Juli                  | Jakab-Péter Izabella                 | Borbély Richárd                 | Benji               | Benji                       | A zsűri nem szavaz, csak a nézők. | A zsűri nem szavaz, csak a nézők. |
| Szikora Róbert  | Szikora Róbert       | Pálinka Republik                      | Andelic Jonathan               | Kállai-Kiss Zsófi              | Borbély Richárd               | Andelic Jonathan              | Tha Shudras                          | Borbély Richárd                 | Spoon               | Benji                       | A zsűri nem szavaz, csak a nézők. | A zsűri nem szavaz, csak a nézők. |
| Little G        | Little G             | Pálinka Republik                      | Ilyés Jenifer                  | Kállai-Kiss Zsófi              | Szabó Richárd                 | Andelic Jonathan              | Tha Shudras                          | Tha Shudras                     | Spoon               | Tha Shudras                 | A zsűri nem szavaz, csak a nézők. | A zsűri nem szavaz, csak a nézők. |
| Kieső           | Kieső                | Pálinka Republik zsűri 3:1            | Ilyés Jenifer zsűri 3:1        | Kállai-Kiss Zsófi zsűri 4:0    | Szabó Richárd zsűri 3:1       | Andelic Jonathan zsűri 3:1    | Jakab-Péter Izabella zsűri 2:2 nézők | Borbély Richárd zsűri 2:2 nézők | Spoon zsűri 3:1     | Tha Shudras zsűri 2:2 nézők | Nagy Richárd 4. helyezett         | Benji                             |
| Kieső           | Kieső                | Pálinka Republik zsűri 3:1            | Ilyés Jenifer zsűri 3:1        | Kállai-Kiss Zsófi zsűri 4:0    | Szabó Richárd zsűri 3:1       | Andelic Jonathan zsűri 3:1    | Jakab-Péter Izabella zsűri 2:2 nézők | Borbély Richárd zsűri 2:2 nézők | Spoon zsűri 3:1     | Tha Shudras zsűri 2:2 nézők | Nagy Richárd 4. helyezett         | Horányi Juli                      |

### A döntők

#### 1. hét (október 18.)
- Téma: „Ez vagyok én!”
- Sztárfellépő: Danics Dóra (Jelenidő)
- Közös produkció: Lay Me Down (Avicii feat. Adam Lambert) Istenes Bencével

| 1.                      | Pálinka Republik     | Disco partizani (Shantel) / Smooth (Santana feat. Rob Thomas) / Represent Cuba (Orishas) | Utolsó kettő |
| 2.                      | Jakab-Péter Izabella | Titanium (David Guetta feat. Sia)                                                        | Utolsó kettő |
| 3.                      | Tha Shudras          | Music (Madonna)                                                                          | Továbbjutott |
| 4.                      | Kállai-Kiss Zsófi    | The Best (Bonnie Tyler – Tina Turner feldolgozásában)                                    | Továbbjutott |
| 5.                      | Borbély Richárd      | Dream On (Aerosmith)                                                                     | Továbbjutott |
| 6.                      | Andelic Jonathan     | With a Little Help from My Friends (Joe Cocker)                                          | Továbbjutott |
| 7.                      | Ilyés Jenifer        | Listen (Beyoncé)                                                                         | Továbbjutott |
| 8.                      | Spoon                | Freedom (George Michael)                                                                 | Továbbjutott |
| 9.                      | Horányi Juli         | Skinny Love (Birdy)                                                                      | Továbbjutott |
| 10.                     | Szabó Richárd        | Unchained Melody (Righteus Brothets)                                                     | Továbbjutott |
| 11.                     | Benji                | Mad World (Gary Jules)                                                                   | Továbbjutott |
| 12.                     | Tóth Andi            | Walk This Way (Aerosmith feat. Run–D.M.C.)                                               | Továbbjutott |
| 13.                     | Nagy Richárd         | Belehalok (Majka, Curtis, BLR)                                                           | Továbbjutott |
| Az utolsó kettő párbaja |                      |                                                                                          |              |
| 1.                      | Pálinka Republik     | Uprising (Muse)                                                                          | Kiesett      |
| 2.                      | Jakab-Péter Izabella | Your Song (Ellie Goulding)                                                               | Továbbjutott |

A zsűri szavazata arról, hogy ki essen ki:
- Alföldi Róbert: Pálinka Republik
- Tóth Gabi: Jakab-Péter Izabella
- Szikora Róbert: Pálinka Republik
- Little G: Pálinka Republik

#### 2. hét (október 25.)
- Téma: „Szeretlek is meg nem is”
- Sztárfellépő: Rácz Gergő (Shotgun)
- Közös produkció: One (U2)

| 1.                      | Szabó Richárd        | Crazy Little Thing Called Love (Queen)                     | Továbbjutott |
| 2.                      | Ilyés Jenifer        | Bleeding Love (Leona Lewis)                                | Utolsó kettő |
| 3.                      | Spoon                | It Will Rain (Bruno Mars)                                  | Továbbjutott |
| 4.                      | Andelic Jonathan     | Mercy (Marcus Collins)                                     | Utolsó kettő |
| 5.                      | Tha Shudras          | She’s a Lady (Tom Jones)                                   | Továbbjutott |
| 6.                      | Horányi Juli         | Bridge over Troubled Water (Simon and Garfunkel)           | Továbbjutott |
| 7.                      | Borbély Richárd      | I’d Do Anything for Love (But I Won’t Do That) (Meat Loaf) | Továbbjutott |
| 8.                      | Tóth Andi            | Right Here Waiting (Richard Marx)                          | Továbbjutott |
| 9.                      | Benji                | Every Breath You Take (The Police)                         | Továbbjutott |
| 10.                     | Jakab-Péter Izabella | Ég veled (Dér Heni)                                        | Továbbjutott |
| 11.                     | Nagy Richárd         | Love Somebody (Robbie Williams)                            | Továbbjutott |
| 12.                     | Kállai-Kiss Zsófi    | Lelketlen ember (Toldy Mária)                              | Továbbjutott |
| Az utolsó kettő párbaja |                      |                                                            |              |
| 1.                      | Ilyés Jenifer        | I Have Nothing (Whitney Houston)                           | Kiesett      |
| 2.                      | Andelic Jonathan     | Recovery (James Arthur)                                    | Továbbjutott |

A zsűri szavazata arról, hogy ki essen ki:
- Alföldi Róbert: Ilyés Jenifer
- Tóth Gabi: Ilyés Jenifer
- Szikora Róbert: Andelic Jonathan
- Little G: Ilyés Jenifer

Az adás érdekessége az volt, hogy Istenes Bence nem egyedül vezette a műsort, hanem Szabó Zsófival.

#### 3. hét (november 1.)
- Téma: „The Show Must Go On”
- Sztárfellépő: ByeAlex (Az én rózsám)
- Közös produkció: Imádok élni (Sárosi Katalin) a mentorokkal

| 1.                      | Nagy Richárd         | T.N.T. (AC/DC)                           | Továbbjutott |
| 2.                      | Horányi Juli         | Kék és narancssárga (Republic)           | Utolsó kettő |
| 3.                      | Andelic Jonathan     | My Love Is Your Love (Whitney Houston)   | Továbbjutott |
| 4.                      | Jakab-Péter Izabella | Még nem veszíthetek (Zámbó Jimmy)        | Továbbjutott |
| 5.                      | Benji                | Smile (Nat King Cole)                    | Továbbjutott |
| 6.                      | Tha Shudras          | Hit the Road Jack (Ray Charles)          | Továbbjutott |
| 7.                      | Borbély Richárd      | Hosszú az a nap (Kovács Erzsi)           | Továbbjutott |
| 8.                      | Kállai-Kiss Zsófi    | Earth Song (Michael Jackson)             | Utolsó kettő |
| 9.                      | Spoon                | Azért vannak a jó barátok (Máté Péter)   | Továbbjutott |
| 10.                     | Szabó Richárd        | What a Wonderful World (Louis Armstrong) | Továbbjutott |
| 11.                     | Tóth Andi            | The Show Must Go On (Queen)              | Továbbjutott |
| Az utolsó kettő párbaja |                      |                                          |              |
| 1.                      | Kállai-Kiss Zsófi    | Who Wants to Live Forever (Queen)        | Kiesett      |
| 2.                      | Horányi Juli         | Játssz még! (Kovács Kati és Zorán)       | Továbbjutott |

A zsűri szavazata arról, hogy ki essen ki:
- Alföldi Róbert: Kállai-Kiss Zsófi
- Tóth Gabi: Kállai-Kiss Zsófi
- Szikora Róbert: Kállai-Kiss Zsófi
- Little G: Kállai-Kiss Zsófi

A show végén Little G két mentoráltja, Horányi Juli és Kállai-Kiss Zsófi párbajozott. A zsűri szavazási sorrendjében Alföldi Róbert volt az utolsó, bár a másik három mentor döntése alapján már eldőlt, hogy ki esik ki. De végül Alföldi Róbert is Kállai-Kiss Zsófit küldte haza.

#### 4. hét (november 8.)
- Téma: „Fainul a buli”
- Sztárfellépő: Kelemen Kabátban (Maradjatok gyerekek)
- Közös produkció: Bang Bang (Jessie J, Ariana Grande, Nicki Minaj)

| 1.                      | Tóth Andi            | Free Your Mind (En Vogue)                                          | Továbbjutott |
| 2.                      | Szabó Richárd        | Cheating (John Newman)                                             | Utolsó kettő |
| 3.                      | Spoon                | Thrift Shop (Macklemore and Ryan Lewis feat. Wanz)                 | Továbbjutott |
| 4.                      | Benji                | Faith (George Michael)                                             | Továbbjutott |
| 5.                      | Jakab-Péter Izabella | Burn (Ellie Goulding)                                              | Továbbjutott |
| 6.                      | Tha Shudras          | I Want It That Way/Everybody (Backstreet’s Back) (Backstreet Boys) | Továbbjutott |
| 7.                      | Andelic Jonathan     | Szólj rám, ha hangosan énekelek (Kovács Kati)                      | Továbbjutott |
| 8.                      | Nagy Richárd         | Gangnam Style (Psy)                                                | Továbbjutott |
| 9.                      | Horányi Juli         | The Edge of Glory (Lady Gaga)                                      | Továbbjutott |
| 10.                     | Borbély Richárd      | Kiss (Prince)                                                      | Utolsó kettő |
| Az utolsó kettő párbaja |                      |                                                                    |              |
| 1.                      | Szabó Richárd        | Freedom (Anthony Hamilton)                                         | Kiesett      |
| 2.                      | Borbély Richárd      | Billie Jean (Michael Jackson)                                      | Továbbjutott |

A zsűri szavazata arról, hogy ki essen ki:
- Alföldi Róbert: Szabó Richárd
- Tóth Gabi: Szabó Richárd
- Szikora Róbert: Borbély Richárd
- Little G: Szabó Richárd

#### 5. hét (november 15.)
- Téma: „If I Were a Boy”
- Sztárfellépő: Honeybeast (Egyedül)
- Közös produkció: Little Talks (Of Monsters and Men)

| 1.                      | Horányi Juli         | Moves Like Jagger (Maroon 5 feat. Christina Aguilera) | Utolsó kettő |
| 2.                      | Borbély Richárd      | Hello (Katona Klári)                                  | Továbbjutott |
| 3.                      | Jakab-Péter Izabella | Billionaire (Bruno Mars feat. Travie McCoy)           | Továbbjutott |
| 4.                      | Tha Shudras          | Boldogság, gyere haza (Cserháti Zsuzsa)               | Továbbjutott |
| 5.                      | Andelic Jonathan     | Next to Me (Emeli Sandé)                              | Utolsó kettő |
| 6.                      | Tóth Andi            | Jailhouse Rock (Elvis Presley)                        | Továbbjutott |
| 7.                      | Nagy Richárd         | Félteni kell (Zalatnay Sarolta)                       | Továbbjutott |
| 8.                      | Spoon                | Wannabe (Spice Girls)                                 | Továbbjutott |
| 9.                      | Benji                | Ha én rózsa volnék… (Koncz Zsuzsa)                    | Továbbjutott |
| Az utolsó kettő párbaja |                      |                                                       |              |
| 1.                      | Andelic Jonathan     | Change the World (Eric Clapton)                       | Kiesett      |
| 2.                      | Horányi Juli         | All by Myself (Eric Carmen)                           | Továbbjutott |

A zsűri szavazata arról, hogy ki essen ki:
- Alföldi Róbert: Andelic Jonathan
- Tóth Gabi: Horányi Juli
- Szikora Róbert: Andelic Jonathan
- Little G: Andelic Jonathan

#### 6. hét (november 22.)
- Téma: „Siker, pénz, csillogás”
- Sztárfellépő: Oláh Gergő (A tükör előtt)
- Közös produkció: Hall of Fame (The Script feat. will.i.am)

| 1.                      | Benji                | Happy (Pharrell Williams)            | Továbbjutott |
| 2.                      | Horányi Juli         | Hero (Mariah Carey)                  | Továbbjutott |
| 3.                      | Borbély Richárd      | Fame (Irene Cara)                    | Továbbjutott |
| 4.                      | Spoon                | Eye of the Tiger (Survivor)          | Továbbjutott |
| 5.                      | Jakab-Péter Izabella | Material Girl (Madonna)              | Utolsó kettő |
| 6.                      | Nagy Richárd         | Shape of My Heart (Sting)            | Továbbjutott |
| 7.                      | Tha Shudras          | Money, Money, Money (ABBA)           | Utolsó kettő |
| 8.                      | Tóth Andi            | Cabaret (Liza Minnelli)              | Továbbjutott |
| Az utolsó kettő párbaja |                      |                                      |              |
| 1.                      | Tha Shudras          | Szomorú vasárnap (Seress Rezső)      | Továbbjutott |
| 2.                      | Jakab-Péter Izabella | A szabadság vándorai (Demjén Ferenc) | Kiesett      |

A zsűri szavazata arról, hogy ki essen ki:
- Alföldi Róbert: Jakab-Péter Izabella
- Tóth Gabi: Jakab-Péter Izabella
- Szikora Róbert: Tha Shudras
- Little G: Tha Shudras

Az eredmény döntetlen lett, a nézői szavazatok alapján Jakab-Péter Izabella esett ki.

#### 7. hét (november 29.)
- Téma: „A Hard Day’s Night”
- Sztárfellépő: Illés-együttes (Miért hagytuk, hogy így legyen?), Palya Bea (Szabadon)
- Közös produkció: Amikor én még kissrác voltam (Illés-együttes) , Hé’ 67’ (Zorán) Kern Andrással

| 1.                      | Tha Shudras     | Come Together (The Beatles)                 | Utolsó kettő |
| 2.                      | Nagy Richárd    | You Really Got Me (The Kinks)               | Továbbjutott |
| 3.                      | Benji           | Don’t Let Me Be Misunderstood (The Animals) | Továbbjutott |
| 4.                      | Tóth Andi       | Ő még csak most 14 (LGT)                    | Továbbjutott |
| 5.                      | Borbély Richárd | Paint It Black (The Rolling Stones)         | Utolsó kettő |
| 6.                      | Spoon           | Ne gondold/Az utcán (Illés-együttes)        | Továbbjutott |
| 7.                      | Horányi Juli    | Nem leszek a játékszered (Kovács Kati)      | Továbbjutott |
| Az utolsó kettő párbaja |                 |                                             |              |
| 1.                      | Tha Shudras     | We Are the Champions (Queen)                | Továbbjutott |
| 2.                      | Borbély Richárd | Iris (The Goo Goo Dolls)                    | Kiesett      |

A zsűri szavazata arról, hogy ki essen ki:
- Alföldi Róbert: Tha Shudras
- Tóth Gabi: Borbély Richárd
- Szikora Róbert: Borbély Richárd
- Little G: Tha Shudras

Az eredmény döntetlen lett, a nézői szavazatok alapján Borbély Richárd esett ki.
Az adás érdekessége, hogy ez volt a magyar X-Faktor történetének a századik adása. Emellett ez volt a verseny történetében az első adás, amelyben megmutatták az aktuális állást. Az adás elején a két párbajpozícióban Nagy Richárd (hatodikként) és a Spoon (hetedik, utolsóként) álltak, a két valódi párbajozó közül a Tha Shudras ekkor a második, míg Borbély Richárd az ötödik helyen állt. Valamint ebben az adásban bejelentették, hogy 2015-ben elindul az X-Faktor hatodik évada.

#### 8. hét (december 6.)
- Téma: „All That Jazz”
- Sztárfellépő: Kocsis Tibor (Hello Budapest)
- Közös produkció: Santa Claus Is Coming to Town

| 1.                      | Spoon                        | Get Lucky (Daft Punk feat. Pharrell Williams) | Utolsó kettő |
| 2.                      | Horányi Juli                 | It’s a Man’s Man’s Man’s World (James Brown)  | Továbbjutott |
| 3.                      | Nagy Richárd                 | Welcome to the Jungle (Guns N’ Roses)         | Továbbjutott |
| 4.                      | Tha Shudras                  | Stayin’ Alive (Bee Gees)                      | Továbbjutott |
| 5.                      | Tóth Andi                    | Sweet Child o’ Mine (Guns N’ Roses)           | Továbbjutott |
| 6.                      | Benji                        | Wonderwall (Oasis)                            | Utolsó kettő |
| Duettek                 |                              |                                               |              |
| 1.                      | Tóth Andi és a Tha Shudras   | Shout (Tears for Fears)                       |              |
| 2.                      | Benji és a Spoon             | Rise & Fall (Craig David feat. Sting)         |              |
| 3.                      | Horányi Juli és Nagy Richárd | Just Give Me a Reason (Pink feat. Nate Ruess) |              |
| Az utolsó kettő párbaja |                              |                                               |              |
| 1.                      | Spoon                        | Felnőtt gyermekek (Demjén Ferenc)             | Kiesett      |
| 2.                      | Benji                        | The Climb (Miley Cyrus)                       | Továbbjutott |

A zsűri szavazata arról, hogy ki essen ki:
- Alföldi Róbert: Spoon
- Tóth Gabi: Benji
- Szikora Róbert: Spoon
- Little G: Spoon

#### 9. hét (december 13.)
- Téma: „Forog a film” ; A legnagyobb slágerek
- Sztárfellépő: The Biebers (Memories)
- Közös produkció: Changing (Paloma Faith)

| Sorrend                 | Versenyző    | Dal (eredeti előadó)                        | Eredmény     |
| ----------------------- | ------------ | ------------------------------------------- | ------------ |
| 1.                      | Nagy Richárd | Love Runs Out (OneRepublic)                 | Továbbjutott |
| 10.                     | Nagy Richárd | Legyen úgy (Dés László)                     | Továbbjutott |
| 2.                      | Horányi Juli | Szerelem első vérig (Demjén Ferenc)         | Továbbjutott |
| 9.                      | Horányi Juli | Someone Like You (Adele)                    | Továbbjutott |
| 3.                      | Tha Shudras  | S&M (Rihanna)                               | Utolsó kettő |
| 6.                      | Tha Shudras  | Egy új élmény (Janza Kata és Miller Zoltán) | Utolsó kettő |
| 4.                      | Benji        | A Thousand Years (Christina Perri)          | Utolsó kettő |
| 7.                      | Benji        | My Baby (Kállay-Saunders András)            | Utolsó kettő |
| 5.                      | Tóth Andi    | Elég volt (Tóth Gabi)                       | Továbbjutott |
| 8.                      | Tóth Andi    | I Will Always Love You (Whitney Houston)    | Továbbjutott |
| Az utolsó kettő párbaja |              |                                             |              |
| 1.                      | Tha Shudras  | Enough (Tha Shudras)                        | Kiesett      |
| 2.                      | Benji        | Open Arms (Journey)                         | Továbbjutott |

A zsűri szavazata arról, hogy ki essen ki:
- Alföldi Róbert: Tha Shudras
- Tóth Gabi: Benji
- Szikora Róbert: Benji
- Little G: Tha Shudras

Az eredmény döntetlen lett, a nézői szavazatok alapján a Tha Shudras esett ki.

#### 10. hét – Finálé (december 20–21.)
A Fináléban csak a nézői szavazatok számítanak.

##### Szombat este
- Téma: A mentor kedvenc élő adásban elhangzott dala; egy eddig elő nem adott dal; duett egy sztárvendéggel
- Sztárfellépő: Szabó Balázs Bandája feat. Julie Rens (Hétköznapi)
- Közös produkció: Animals (Maroon 5)

| Sorrend | Versenyző    | Dal (eredeti előadó)                                              | Eredmény             |
| ------- | ------------ | ----------------------------------------------------------------- | -------------------- |
| 1.      | Nagy Richárd | Love Somebody (Robbie Williams)                                   | Kiesett 4. helyezett |
| 5.      | Nagy Richárd | Álmodtam egy világot (Edda Művek)                                 | Kiesett 4. helyezett |
| 9.      | Nagy Richárd | Holnapra kiderül (Varga Viktor), duettpartner: Varga Viktor       | Kiesett 4. helyezett |
| 2.      | Horányi Juli | Bridge over Troubled Water (Simon and Garfunkel)                  | Továbbjutott         |
| 6.      | Horányi Juli | Chandelier (Sia)                                                  | Továbbjutott         |
| 10.     | Horányi Juli | Like a Child (Fábián Juli & Zoohacker), duettpartner: Fábián Juli | Továbbjutott         |
| 3.      | Tóth Andi    | Cabaret (Liza Minnelli)                                           | Továbbjutott         |
| 8.      | Tóth Andi    | One Night Only (Jennifer Hudson)                                  | Továbbjutott         |
| 12.     | Tóth Andi    | Játszom (Hooligans), duettpartner: Csipa                          | Továbbjutott         |
| 4.      | Benji        | Ha én rózsa volnék… (Koncz Zsuzsa)                                | Továbbjutott         |
| 7.      | Benji        | Don’t You Remember (Adele)                                        | Továbbjutott         |
| 11.     | Benji        | We All (Bogi), duettpartner: Bogi                                 | Továbbjutott         |

##### Vasárnap este
- Téma: A válogatón előadott dal; egy karácsonyi dal; a versenyző kedvenc élő adásban előadott dala; a győztes dala
- Sztárfellépő: Danics Dóra és az X-Faktor kórusa (Carol of the Bells), Vastag Csaba (Kell, hogy mindig ölelj)
- Közös produkció: Meglepetés (Kocsis Tibor), Rajzolok egy álmot (Oláh Gergő) a kiesett döntősökkel

| Sorrend | Versenyző    | Dal (eredeti előadó)                           | Eredmény     |
| 1. kör  | 1. kör       | 1. kör                                         | 1. kör       |
| ------- | ------------ | ---------------------------------------------- | ------------ |
| 1.      | Tóth Andi    | Legyen valami (Hooligans)                      | Továbbjutott |
| 4.      | Tóth Andi    | Shake Up Christmas (Train)                     | Továbbjutott |
| 2.      | Benji        | Too Close (Alex Clare)                         | 3. helyezett |
| 5.      | Benji        | All I Want for Christmas Is You (Mariah Carey) | 3. helyezett |
| 3.      | Horányi Juli | Soon We’ll Be Found (Sia)                      | Továbbjutott |
| 6.      | Horányi Juli | Legyen ünnep (Katona Klári)                    | Továbbjutott |
| 2. kör  |              |                                                |              |
| 1.      | Horányi Juli | The Edge of Glory (Lady Gaga)                  | 2. helyezett |
| 4.      | Horányi Juli | Legyek én                                      | 2. helyezett |
| 2.      | Tóth Andi    | The Show Must Go On (Queen)                    | Győztes      |
| 3.      | Tóth Andi    | Legyek én                                      | Győztes      |

## Nézettség
A +4-es adatok a teljes lakosságra, a 18–59-es adatok a célközönségre vonatkoznak.
| Epizód                  | Sugárzás             | Teljes lakosság (+4) | Teljes lakosság (+4) | Teljes lakosság (+4) | Célközönség (18–59) | Célközönség (18–59) | Célközönség (18–59) | Forrás |
| Epizód                  | Sugárzás             | AMR (fő)             | SHR (%)              | Heti helyezés        | AMR (fő)            | SHR (%)             | Heti helyezés       | Forrás |
| ----------------------- | -------------------- | -------------------- | -------------------- | -------------------- | ------------------- | ------------------- | ------------------- | ------ |
| Válogató – 1. rész      | 2014. szeptember 6.  | 1 714 253            | 39,8                 | 1.                   | 912 527             | 39,7                | 1.                  | [ 5 ]  |
| Válogató – 2. rész      | 2014. szeptember 13. | 1 766 380            | 39                   | 1.                   | 936 692             | 39,1                | 1.                  | [ 6 ]  |
| Válogató – 3. rész      | 2014. szeptember 20. | 2 004 265            | 44,5                 | 1.                   | 1 105 570           | 45,2                | 1.                  | [ 7 ]  |
| Válogató – 4. rész      | 2014. szeptember 27. | 1 937 671            | 42                   | 1.                   | 1 059 482           | 41,8                | 1.                  | [ 8 ]  |
| Tábor – 1. rész         | 2014. október 4.     | 1 808 474            | 38                   | 1.                   | 1 038 114           | 39,6                | 1.                  | [ 9 ]  |
| Tábor – 2. rész         | 2014. október 5.     | 1 306 974            | 25,7                 | 3.                   | 807 073             | 27,1                | 2.                  | [ 9 ]  |
| Mentorok háza – 1. rész | 2014. október 11.    | 1 576 990            | 36,6                 | 1.                   | 913 698             | 35,3                | 1.                  | [ 10 ] |
| Mentorok háza – 2. rész | 2014. október 12.    | 1 171 149            | 26                   | 5.                   | 719 909             | 25,8                | 3.                  | [ 10 ] |
| 1. élő show             | 2014. október 18.    | 1 348 178            | 35,5                 | 2.                   | 764 424             | 32                  | 2.                  | [ 11 ] |
| 2. élő show             | 2014. október 25.    | 1 401 982            | 30,9                 | 2.                   | 759 376             | 28,4                | 3.                  | [ 12 ] |
| 3. élő show             | 2014. november 1.    | 1 318 161            | 33,7                 | 1.                   | 742 951             | 30,9                | 1.                  | [ 13 ] |
| 4. élő show             | 2014. november 8.    | 1 252 299            | 31                   | 2.                   | 683 179             | 27,8                | 2.                  | [ 14 ] |
| 5. élő show             | 2014. november 15.   | 1 283 597            | 29,1                 | 2.                   | 643 971             | 25                  | 3.                  | [ 15 ] |
| 6. élő show             | 2014. november 22.   | 1 243 785            | 27,1                 | 3.                   | 609 569             | 23,1                | 3.                  | [ 16 ] |
| 7. élő show             | 2014. november 29.   | 1 225 776            | 27,5                 | 1.                   | 613 006             | 24                  | 1.                  | [ 17 ] |
| 8. élő show             | 2014. december 6.    | 1 186 224            | 27,3                 | 2.                   | 599 117             | 24,1                | 2.                  | [ 18 ] |
| 9. élő show             | 2014. december 13.   | 1 196 843            | 27,3                 | 2.                   | 585 582             | 23                  | 2.                  | [ 19 ] |
| 10. élő show - Elődöntő | 2014. december 20.   | 1 219 296            | 28,9                 | 2.                   | 673 854             | 26,5                | 2.                  | [ 20 ] |
| 11. élő show - Döntő    | 2014. december 21.   | 1 320 073            | 27,2                 | 1.                   | 683 793             | 24,9                | 1.                  | [ 20 ] |

## Külső hivatkozások
- Újra várja az ország legjobb előadóit az X-Faktor Archiválva 2014. február 19-i dátummal a Wayback Machine-ben – RTL, 2014. február 1.
- 2014-ben még nagyobb a tét az X-faktorban Archiválva 2014. március 8-i dátummal a Wayback Machine-ben